# Eric Stoupel
Eric Stoupel (Etterbeek, 9 september 1948) is een Belgisch voormalig hockeyer.

## Levensloop
Stoupel was actief bij Royal Uccle Sport. In 1971 won hij de Gouden Stick.
Daarnaast maakte hij deel uit van het Belgisch hockeyteam, waarmee hij onder andere deelnam aan de Olympische Zomerspelen van 1972 te München. In totaal verzamelde hij 15 caps. Met de Belgisch zaalhockeyploeg behaalde hij zilver op het Europees kampioenschap van 1976 in het Nederlandse Arnhem.